# Thermes suburbains d'Herculanum
Les thermes suburbains d'Herculanum sont l'un des exemples les mieux conservés de thermes romains de l'Antiquité. Datant du Ier siècle av. J.-C., plus précisément vers la fin de la période augustinienne, ou pendant la période julio-claudienne, ils se trouvaient face à la mer, en périphérie de la cité côtière vésuvienne.

## Localisation
L'entrée des thermes suburbains s'ouvrent sur la terrasse de Marcus Nonius Balbus, situé dans le coin sud-est de la cité, à l'extérieur des murs, et orientés face à la mer.

## Description
Le bâtiment a une forme cubique et mesure 19,7 × 27,6 m. Le toit, aménagé en terrasse, devait autrefois comporter des ouvertures servant de puits de lumière pour éclairer l’intérieur. L'entrée principale des thermes est encadrée par deux colonnes semi-engagées soutenant un fronton triangulaire.